# Annales de Saint-Vaast
Pour les articles homonymes, voir Annales (homonymie).
Les Annales de Saint-Vaast ou Annales védastines (en latin Annales Vedastini), sont un texte historiographique écrit au tout début du Xe siècle au monastère de Saint-Vaast, retrouvé au XVIIIe siècle dans la bibliothèque de l'abbaye Saint-Bertin (Saint-Omer), et présentant un récit important pour les années 878-900 et les royaumes de Lotharingie et de la France de l'ouest.
Ce document a été retrouvé par Dom Josse de Cléty (v. 1692-4 juillet 1754), archiviste de l'abbaye Saint-Bertin, qui l'a transcrit et envoyé à l'abbé Lebeuf, lequel l'a communiqué à Dom Martin Bouquet qui l'a publié dans le tome VIII de son Recueil des historiens des Gaules et de la France (tome consacré à la période 877-987, Paris, 1752, p. 79-93). Le manuscrit portait le numéro 258 dans la bibliothèque de Saint-Bertin et datait du Xe siècle. Que l'auteur du texte soit un moine de l'abbaye Saint-Vaast (Arras), située à l'époque dans le diocèse de Cambrai (non dans celui de Thérouanne), cela apparaît à plusieurs endroits du texte (par ex. « monasterium nostrum » ad a. 881). On lit dans le manuscrit, d'abord le texte des Annales Laurissenses minores jusqu'à la mort de Charlemagne en 814 ; puis quatre lignes sur le règne de Louis le Pieux et la division de son empire entre ses trois fils ; enfin une reprise du récit en 874. Cependant le compte-rendu des années 874-877 est fort succinct et se retrouve dans d'autres sources, sauf un détail : Charles le Chauve aurait entrepris sa seconde expédition en Italie (en 877) contre la volonté de ses proches (« Contra voluntatem denique suorum cum conjuge iterum Italiam ingressus est »). Le récit couvrant les années 878-900 est bien plus étoffé et original, focalisé sur le nord de la Gaule, et consacré notamment à l'actualité la plus importante dans cette région à l'époque, les attaques des Normands. Après 885, la mention de l'an 886 n'étant pas à sa place, il y a une erreur systématique d'un an dans la datation (886 pour 887, 887 pour 888, etc., jusqu'à la fin). 
Les Annales védastines sont éditées dans la collection Monumenta Germaniæ Historica (Scriptores I, p. 516-531).